# Montejo de la Sierra
Montejo de la Sierra là một đô thị trong Cộng đồng Madrid, Tây Ban Nha. Đô thị này có diện tích km², dân số theo điều tra năm 2010 của Viện thống kê quốc gia Tây Ban Nha là người. Đô thị này nằm ở khu vực có độ cao mét trên mực nước biển.